# Rögnitz (gmina)
Rögnitz – gmina w Niemczech, w kraju związkowym Meklemburgia-Pomorze Przednie, w powiecie Nordwestmecklenburg, wchodzi w skład Związku Gmin Gadebusch.